# Gato-zorro
El gato-zorro es una posible nueva especie de carnívoro descubierto en la parte indonesia de la isla de Borneo.
Fue primero descubierto por un grupo medioambiental suizo del WWF en 2003, utilizando una cámara trampa nocturna en el Parque Nacional Kayan Mentarang. El mamífero es ligeramente más grande que un gato, con piel roja, una cola larga, y las patas traseras más largas que las delanteras. Su aspecto general es algo entre un gato y un zorro. De alguna manera se parece al fosa (Cryptoprocta ferox) de Madagascar.
El WWF planea para colocar trampas para capturar y estudiar al animal. Si esto resulta verdaderamente en ser una especie nueva, sería el primer carnívoro nuevo descubierto en Borneo desde el tejón turón de Borneo (Melogale everetti) en 1895. Otros mamíferos nuevos han sido descubiertos en Borneo con regularidad, por ejemplo el roedor Pithecheirops otion en 1993 y el murciélago Myotis gomantongensis en 1998. Algunos individuos han especulado que el animal en las fotografías es una especie conocida (pero extremadamente rara), la civeta de las palmeras de hose (Diplogale hosei).
Aun así, un nuevo informe publicado por Erik Meijaard, Andrew C. Kitchener, y Chris Smeenk en 2007 sugiere que el animal fotografiado no puede ser un carnívoro a pesar de todo, sino una de las ardillas voladoras del área del genus Aeromys, posiblemente una ardilla voladora de Thomas (Un. thomasi). Otra escépticos sugieren que puede ser una ardilla voladora giganta roja (Petaurista petaurista).
También en Corcega se ha identificado un gato salvaje denominado gato-zorro o ghjattu-volpe. Próximamente se determinará si pertenece a una nueva especie.